# Ośrodek Kultury Andaluzja
Ośrodek Kultury Andaluzja – dom kultury w Piekarach Śląskich. 

## Historia
Pierwotny Dom Socjalny powstał w latach pięćdziesiątych XX wieku z inicjatywy ówczesnego dyrektora Kopalni Węgla Kamiennego Andaluzja, służył jako kopalniany dom kultury. 1 sierpnia 1997 został przejęty przez Urząd Miasta Piekary Śląskie i przekształcony w Ośrodek Kultury Andaluzja, obecnie jest samodzielną placówką kulturalną. W czasie swojego istnienia Andaluzja wielokrotnie zmieniała nazwę – najpierw był to Dom Socjalny przy KWK, potem Dom Kultury, a obecnie Ośrodek Kultury. W ostatnich latach na deskach ośrodka występowały takie sławy jak: Eric Bell (Thin Lizzy), Tony Royster Jr., Vernon Reid, Steve Bolton (Atomic Rooster) czy Carl Palmer.